# Rubikon
Rubikon (łac. Rubicō, wł. Rubicone) – rzeka w północnych Włoszech płynąca z Apeninów Północnych do Morza Adriatyckiego, do którego uchodzi na południe od Gatteo.

## Historia
Nazwę Rubikon w starożytności nosiła rzeka, która w czasach republiki rzymskiej stanowiła granicę między Italią a Galią Przedalpejską i którą Cezar przekroczył w 49 roku p.n.e. (przypuszczalnie 10 stycznia) wraz ze swoimi wojskami, rozpoczynając tym samym wojnę domową z Gnejuszem Pompejuszem, swoim konkurentem politycznym.
Nie można jednoznacznie potwierdzić, że współczesna rzeka o tej nazwie jest tym samym ciekiem co antyczny Rubikon.